# 中村雄二
中村 雄二（なかむら ゆうじ、1944年9月5日 - ）は、日本の外交官。シドニー総領事や、駐スイス特命全権大使、駐イタリア特命全権大使等を歴任した。

## 人物・経歴
1966年に外務公務員採用上級試験に合格し、東京大学法学部を中退して、外務省に入省。テュービンゲン大学留学、在オーストリア日本国大使館一等書記官、在インド日本国大使館一等書記官等を経て、1981年内閣法制局第三部参事官。1983年外務省欧亜局東欧課長。1985年在ドイツ連邦共和国日本国大使館参事官。1992年フランクフルト総領事。1994年外務大臣官房審議官兼内閣情報調査室次長。1996年シドニー総領事。2000年参議院参事、参議院事務局国際部長。2002年駐スイス兼リヒテンシュタイン特命全権大使。2005年駐イタリア特命全権大使、国際農業開発基金日本政府代表。2009年大阪経済大学経営情報学部客員教授。2019年瑞宝中綬章受章。